# Tortugo
Tortugo est l’un des dix-huit quartiers (en espagnol : barrios) de San Juan, la capitale de Porto Rico. En 2020, il comptait 3 169 habitants.